# Günter Schabowski
Günter Schabowski (Anklam, 4 de gener de 1929 - Berlín, 1 de novembre de 2015) va ser un funcionari del Partit Socialista Unificat d'Alemanya (PSUA), el partit predominant durant la major part de l'existència de la República Democràtica Alemanya. Schabowski va guanyar fama mundial al novembre de 1989 per propiciar accidentalment que s'anticipés un dia la desaparició de la frontera alemanya interna, incloent el Mur de Berlín.

## Biografia

### Primers anys
Schabowski va néixer a la localitat d'Anklam, Pomerània, ara part de l'estat federal de Mecklemburg-Pomerània Occidental). Va estudiar periodisme a la Universitat Karl Marx de la ciutat de Leipzig i, després d'això, es va fer redactor de la revista Tribüne.
El 1952 va entrar a formar part del PSUA. L'any 1978 es va convertir en el principal redactor del diari Neues Deutschland («Alemanya nova»), que com l'òrgan oficial del PSUA era considerat el diari principal a la RDA. El 1981 va entrar a formar part del comitè central del PSUA i l'any 1985 es va convertir en Secretari General del sector de Berlín Oriental i en membre del Politburó del mateix partit.

### Paper a la caiguda del Mur de Berlín

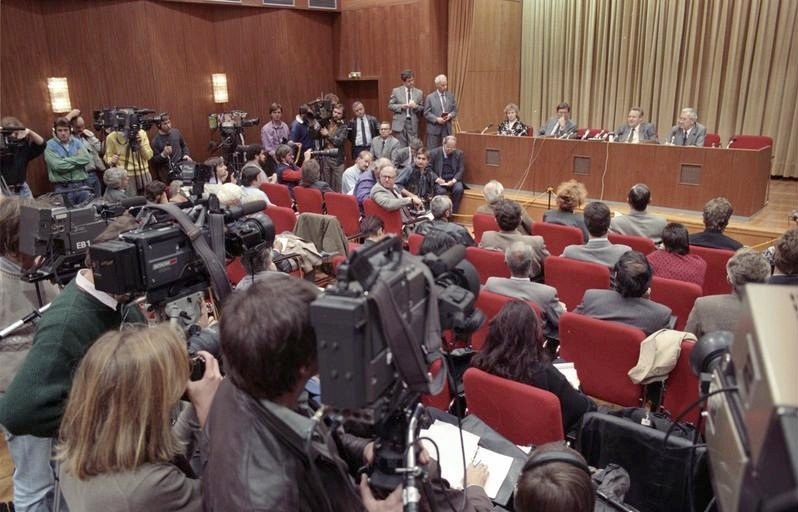
La famosa conferència de premsa del 9 de novembre de 1989 per Günter Schabowski, assegut a l'escenari, segon des de la dreta, junt amb altres funcionaris d'Alemanya de l'Est.

Com a part de l'esforç per canviar la imatge del règim, Schabowski va ser nomenat portaveu oficiós del règim, i es va ocupar de les conferències de premsa per anunciar els canvis o notícies que pogués haver-hi.
L'històric 9 de novembre de 1989, Schabowski erròniament va anunciar, en una conferència de premsa internacional en directe, que, a tots els efectes, totes les lleis per viatjar a l'estranger havien estat derogades, amb efecte immediat (ab sofort). Curiosament, l'errada només va ser respecte a la data, ja que el pla inicial era derogar l'endemà les lleis, vistes ja com a insostenibles a causa de les sortides massives d'alemanys de l'est a la RFA a través d'Hongria i Txecoslovàquia.
Desenes de milers d'alemanys orientals van acudir immediatament al Mur de Berlín, on els guàrdies fronterers es van veure forçats a obrir les vies d'accés a Berlín Occidental a causa de la pressió popular, el que va desembocar en la posterior caiguda i el desmantellament del Mur. A les posteriors purgues de la «vella guàrdia», Schabowski va ser expulsat ràpidament del PSUA -que aleshores es va convertir en el Partit del Socialisme Democràtic (PDS)-, encara que el 1989 havia estat guardonat amb l'Orde de Karl Marx.

### Després de la dissolució de la RDA
Després de produïda la reunificació alemanya, Schabowski va criticar durament les seves pròpies accions a la RDA i les dels seus companys del Politburó, així com el socialisme marxista-leninista en general. A data de 2004, continuava sent l'únic funcionari d'alta graduació de la RDA que hagués descrit la RDA com una greu errada. Schabowski va treballar novament com a periodista i redactor per a un petit diari local entre 1992 i 1999. El seu suport a la Unió Democristiana d'Alemanya (CDU) va portar alguns dels seus aliats anteriors a considerar-lo un traïdor.
Al costat d'altres figures principals del règim de la RDA, va ser condemnat per assassinats de refugiats. L'agost de 1997 Schabowski va ser condemnat junt amb Egon Krenz i Günther Kleiber. El fet que acceptés la seva culpabilitat moral, i renunciés a la RDA, va fer que fos condemnat a solament tres anys de presó. Al desembre de 1999 es va iniciar la seva reclusió en la Presó d'Hakenfelde a Spandau. Tanmateix, al setembre de 2000 va ser indultat per l'alcalde de Berlín Eberhard Diepgen i posat en llibertat al desembre d'aquell mateix any.